# Edificio Andraus
El Edificio Andraus es un rascacielos de 115 metros de altura ubicado en centro histórico de São Paulo, Brasil. Cuenta con 32 plantas y su construcción finalizó en 1962 .

## Tragedia histórica
El edificio se hizo famoso después de haber sido completamente consumido por un incendio de gigantescas proporciones que conmocionó a la ciudad y el país el 24 de febrero del 1972, cuando 16 personas murieron y otras 300 resultaron heridas.
La utilización de helicópteros fue un factor muy importante para salvar innumerables vidas de las personas que sin otra vía de escape, se refugiaron en el helipuerto en la parte superior del edificio.
El propietario y constructor Roberto Andraus dijo en ese momento que si el edificio se hubiese construido con estructura de metal en lugar de hormigón, la estructura probablemente se hubiese derrumbado con las altas temperaturas.
Dos años más tarde, otro gran incendio en el Edificio Joelma también en el centro de la ciudad tendría un número de víctimas mucho mayor.

## En la actualidad
Restaurado, el edificio es hoy uno de los más seguros de la ciudad y alberga oficinas municipales y federales, a pesar de que su imagen está siempre vinculado a este triste acontecimiento.

### Curiosidad
Existen muchos mitos y leyendas que rodean tanto el Andraus como com el Edificio Joelma, como algunas personas que afirman haber sido testigos de acontecimientos que van desde ruidos extraños a inexplicables hasta voces de sufrimiento, en ambos los edificios.